# Vaisseau mère

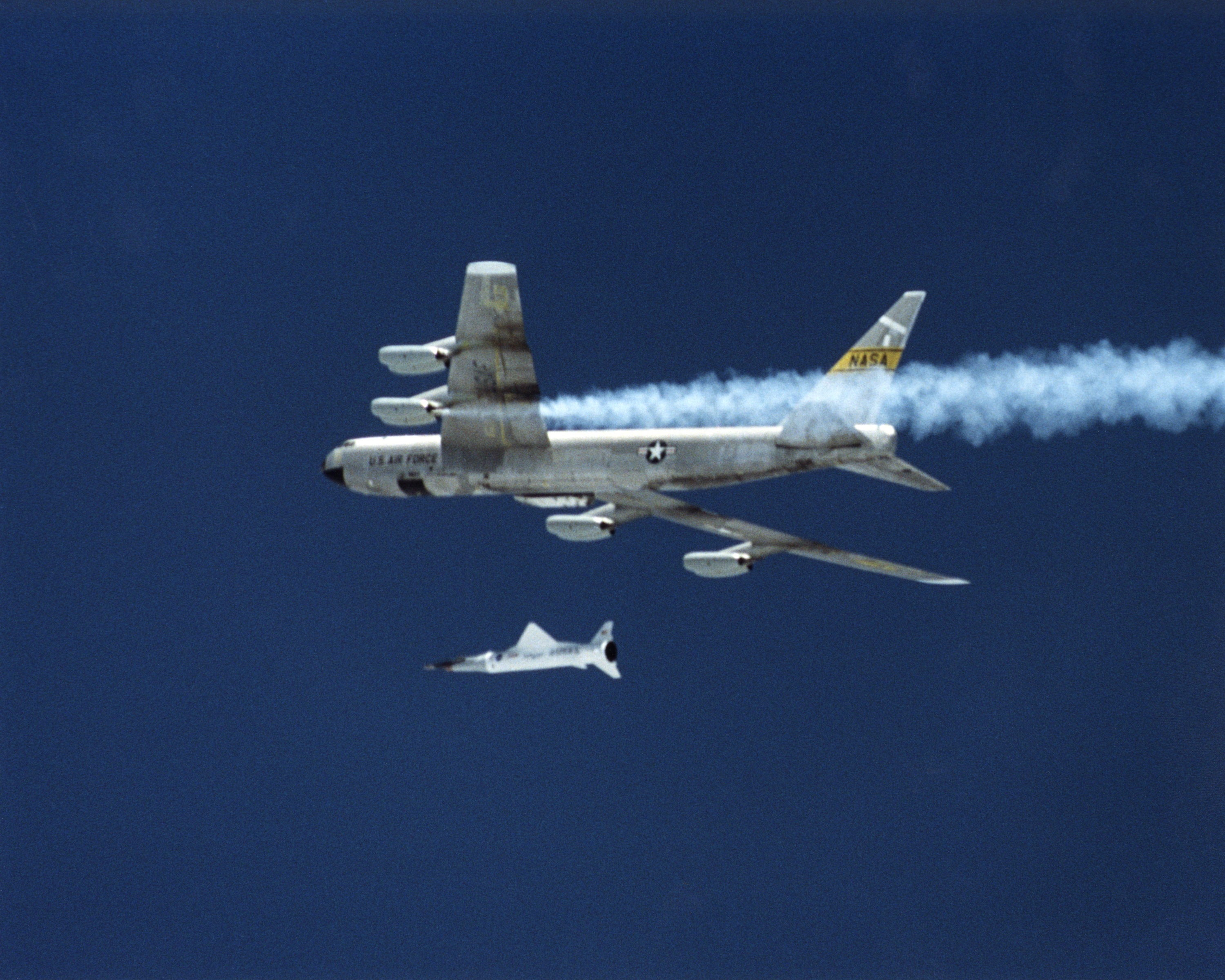
Le Boeing X-43 est déposé sous l'aile d'un Stratofortress B-52.

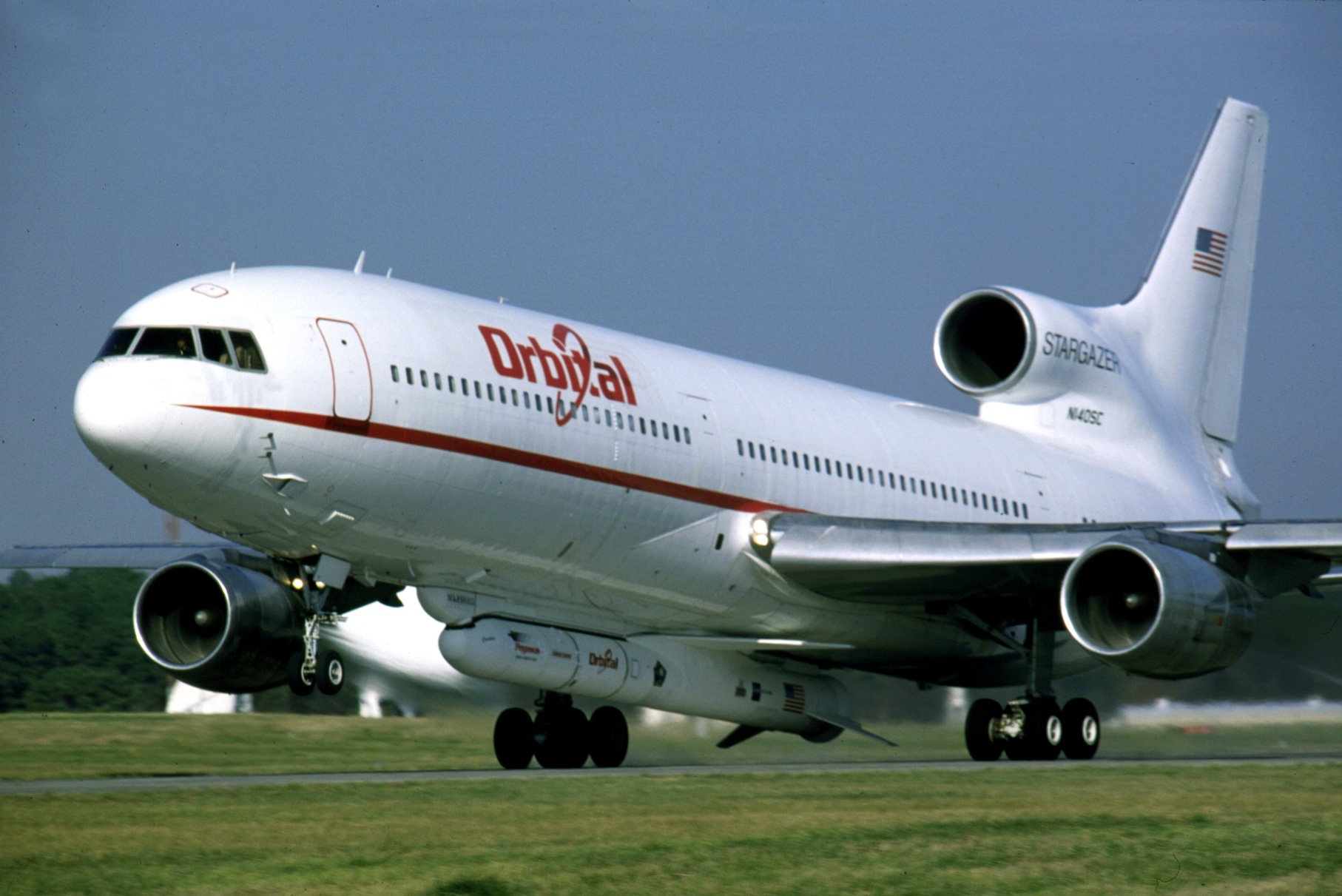
Orbital Sciences Stargazer, un Lockheed L-1011 TriStar portant une fusée Pegasus XL.

Un vaisseau mère, ravitailleur ou vaisseau-mère est un véhicule qui en conduit ou transporte d'autres plus petits. Un vaisseau mère peut être un navire, un aéronef ou un engin spatial.
Ainsi des bombardiers convertis pour le transport d'un avion expérimental (tels que les B-52 portant le X-15), ou des navires qui transportent de petits sous-marins dans une zone de l'océan à explorer (comme le RV Atlantis portant le Alvin).
Un vaisseau mère peut également être utilisé pour récupérer des embarcations plus petites ou suivre son propre chemin après les avoir relâchées.

## Origines
Le terme vaisseau mère date du XIXe siècle, alors que de petits navires rapides étaient utilisés pour la chasse à la baleine. La viande morte provenant de plusieurs bateaux a ensuite été ramenée à bord du navire le plus grand et le plus lent pour être traitée et stockée jusqu'au retour sur la terre ferme. Ce modèle a permis une méthode de chasse à la baleine beaucoup plus efficace. Bien que la chasse à la baleine soit beaucoup moins importante que par le passé, le seul modèle de bateau de stockage unique est encore largement utilisé par les pêcheurs. Ces navires sont connus aujourd'hui sous le nom de navires-usines.
Dans de nombreuses langues, comme le chinois, le finlandais et le japonais, le mot vaisseau-mère se réfère à un porte-avions; voir 母艦 (littéralement « mère » + « navire de guerre »).

## Artisanat maritime
Pendant la Seconde Guerre mondiale, les Unterseeboot type XIV ou Milchkuh (vache à lait) était un type de gros sous-marin utilisé pour ravitailler les U-boats.
Les pirates somaliens utilisent des vaisseaux-mères pour étendre la portée de leurs vedettes d'attaque dans l'océan Indien.

## Avion
Dans l'aviation, des porte-avions ont été utilisés dans les rôles de dirigeable porte-avions, de lancement aérien et de transport en captivité. Certains gros aéronefs de longue portée servent de ravitailleur aux aéronefs parasites.

### Dirigeable porte-avions

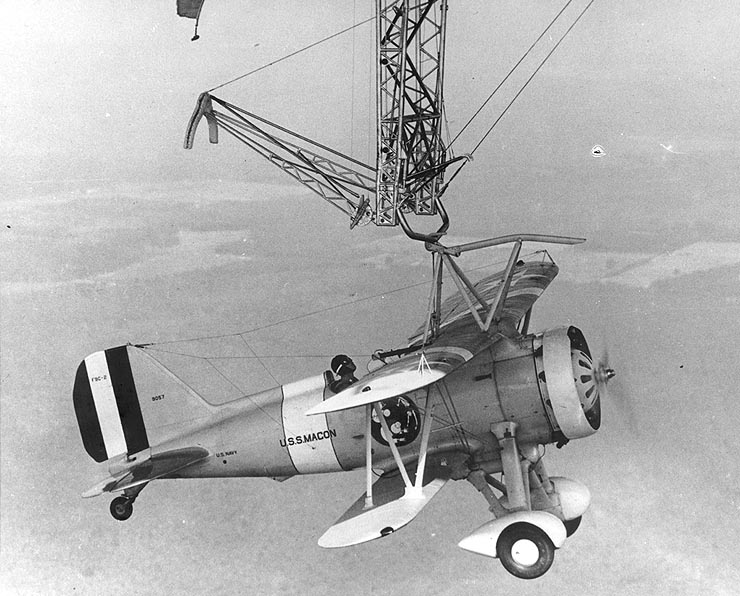
Un Sparrowhawk attaché à l'appareil « trapèze » de Macon, 1933.

À l'époque des grands dirigeables, les États-Unis ont construit deux dirigeables rigides, USS Akron (ZRS-4) et USS Macon (ZRS-5), avec des hangars à bord capables d'accueillir plusieurs chasseurs Curtiss F9C Sparrowhawk. Ces dirigeables porte-avions ont fonctionné avec succès pendant plusieurs années. Ces dirigeables utilisaient une baie de hangar interne utilisant un « trapèze » pour tenir l'avion.

### Lancement aérien

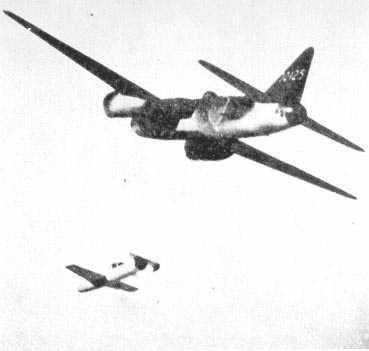
Un Japonais Mitsubishi G4M2e Betty lancement d'une Ohka.

Lors d'un lancement aérien, un avion gros porteur ou un vaisseau-mère transporte un aéronef de charge utile plus petit vers un point de lancement, puis le relâche.
Au cours de la Seconde Guerre mondiale, les bombardiers japonais Mitsubishi G4M ont été utilisés pour transporter les Yokosuka MXY7 Ohka, utilisé pour les attaques kamikazes, dans la zone d'un navire. L'Allemagne planifié un bombardier à réaction, appelé le Daimler-Benz C Projet.
Aux États-Unis, la NASA a utilisé des bombardiers convertis en tant que plateformes de lancement d'avion expérimental. Parmi ceux-ci, notons l'utilisation, au cours des années 1960, d'un Boeing B-52 Stratofortress modifié pour le lancement répété du North American X-15.

### Transport en captivité

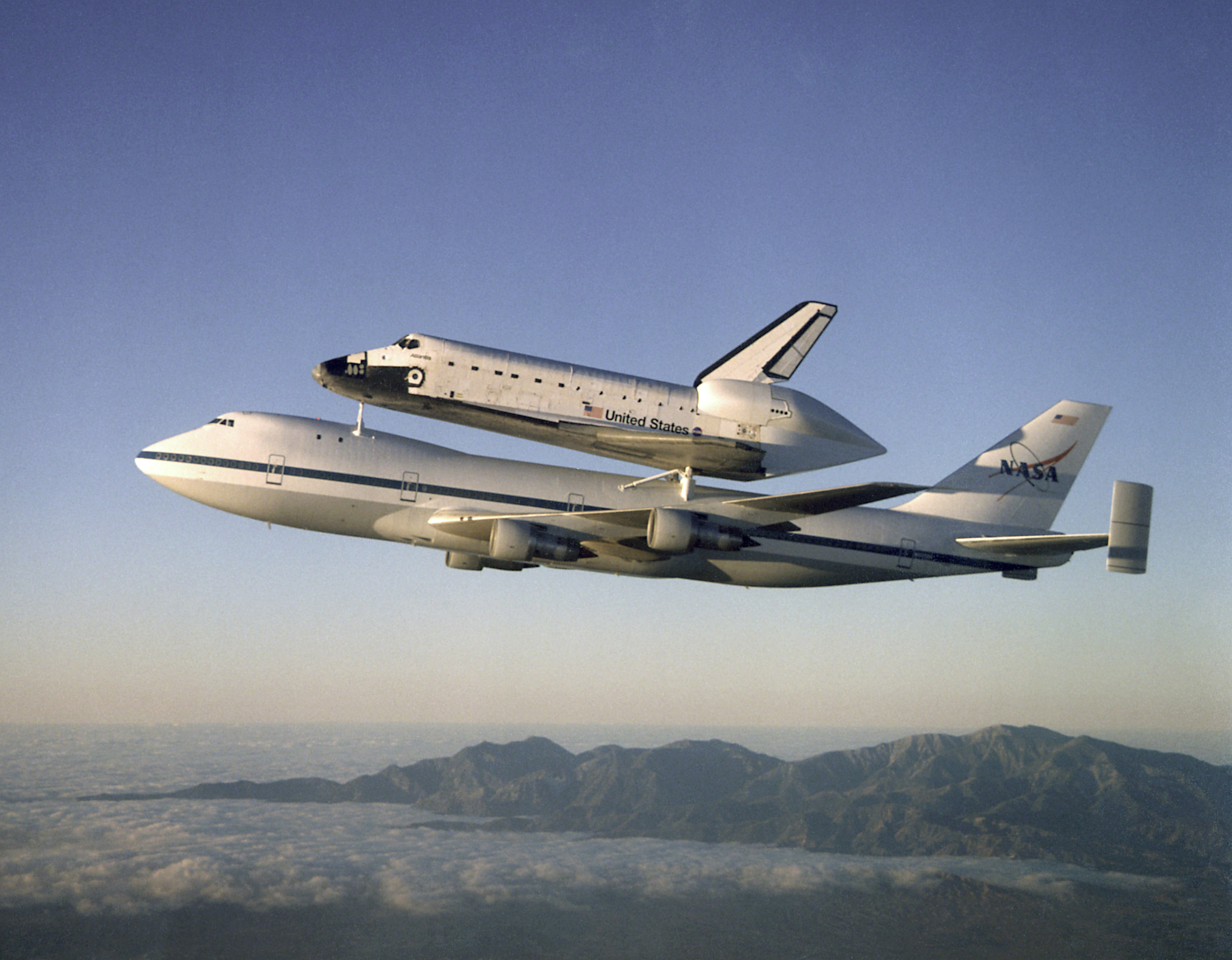
Atlantis transporté par un Boeing 747. Des expériences sur le lancement aérien de la navette ont été effectuées avec le cadre d'essai Enterprise, mais aucune des flottes de la navette spatiale n'a été lancée de cette manière une fois le programme commencé.

Dans un dispositif de transport en captivité, l'engin de charge utilisé, tel qu'une fusée, un missile, un avion ne se détache pas de la porte-avions.
Le transport en captivité est généralement utilisé pour effectuer des tests initiaux sur une nouvelle cellule ou un nouveau système, avant qu'il ne soit prêt à voler librement,,.
Le transport en captivité est parfois également utilisé pour transporter un avion ou un vaisseau spatial lors d'un vol en ferry :
- des Boeing 747 modifiés connus sous le nom de Shuttle Carrier Aircraft, ont été utilisés par la NASA pour le transport d'une navette spatiale et le lancement de l'orbiteur pour des essais de vol[6] ;
- l'Union soviétique a développé et utilisé l'Antonov An-225 Mriya pour transporter les bouranes.

### Transporteur d'aéronefs parasites

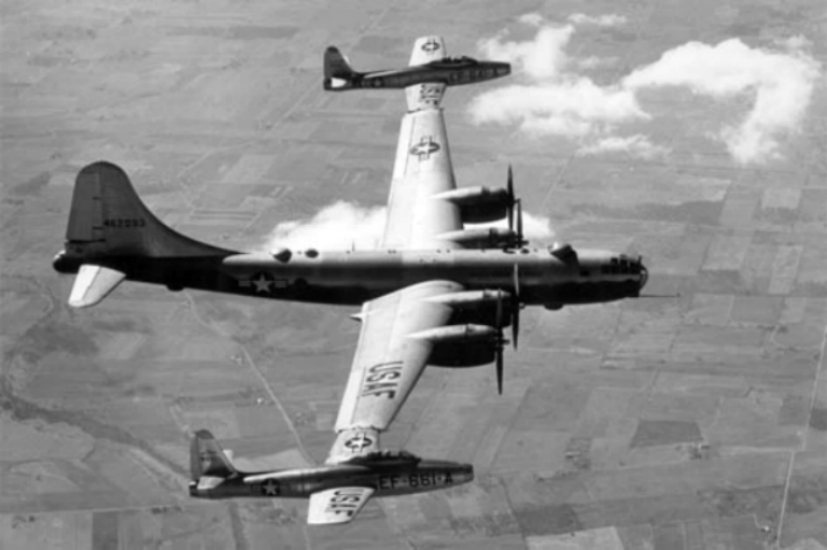
Projet Tip-Tow : Boeing B-29 avec Republic F-84 Thunderjet.

Certains gros aéronefs à longue portée ont été modifiés pour servir de ravitailleurs afin de transporter des aéronefs parasitaires qui soutiennent le ravitailleur en étendant son rôle, par exemple pour la reconnaissance, ou pour jouer un rôle de soutien, comme la défense des chasseurs,.
Les premières expériences avec des zeppelins afin de lancer et de récupérer les combattants sur le champ de bataille au cours de la Première Guerre mondiale.
Les britanniques ont expérimenté les Vickers Type 23, à partir de cette époque. Dans les années 1920, dans le cadre du « Programme de développement des dirigeables », ils ont utilisé le Terpsichore pour des expériences. Un de Havilland Humming Bird avec un crochet a été placé en dessous. En octobre 1925, le chef d'escadron Rollo Haig, a été libéré de la R33, puis remis en fonction. Plus tard dans l'année, la tentative a été répétée et le Humming Bird est resté attaché jusqu'à l'atterrissage du dirigeable. En 1926, il y avait deux Gloster Grebe qui les relâchent aux stations d’aéronefs de Pulham et Cardington.
En Amérique, l'USS Los Angeles (ZR-3), utilisé pour les essais de prototypes des porte-avions aéroportés Akron et Macon.
Pendant la Seconde Guerre mondiale le projet soviétique Tupolev-Vakhmistrov Zveno a mis au point des avions convertis Tupolev TB-1 et TB-3 pour transporter et lancer jusqu'à cinq petits engins, généralement dans des rôles tels que chasseur ou chasseur-bombardier.
Pendant les premiers jours de l'ère des avions à réaction, les avions de combat ne pouvait pas voler sur de longues distances et restaient en harmonie avec les chasseurs ponctuels ou les intercepteurs lors des combats. La solution était des bombardiers à longue portée qui transportaient ou remorquaient leurs escortes.
En novembre 2014, le Defense Advanced Research Projects Agency (DARPA) a demandé à l'industrie de proposer un système dans lequel les petits véhicules aériens sans pilote seraient lancés et récupérés par leurs gros avions conventionnels existants, notamment le B-52 Stratofortress, le bombardier B-1 Lancer, le C-130 Hercules et le C-17 Globemaster III.

## Vaisseau spatial
Le concept de vaisseau-mère a été utilisé lors des atterrissages effectués dans les années 1960. Les rangers américains de 1962 et soviétiques de 1966 ont conçu des capsules sphériques pour être éjectées au dernier moment des vaisseaux-mères qui les transportaient jusqu'à la Lune et se sont écrasées sur sa surface. Dans le programme Apollo, les astronautes du module lunaire ont laissé le vaisseau-mère du module de commande et de service Apollo en orbite lunaire, sont descendus à sa surface et sont retournés à quai pour un retour sur Terre.
Le Scaled Composites White Knight est conçue pour lancer des engins spatiaux qu'ils transportent sous eux.

## Dans la culture populaire

### Connaissances des OVNI
Il y a eu de nombreuses observations d'objets volants non identifiés (Ovni) supposés être des vaisseaux mères aux États-Unis au cours de l'été 1947. Une femme de Palmdale (Californie) a décrit un « vaisseau-mère (avec) un tas de petites soucoupes qui l'entouraient ». Le terme vaisseau mère a également été popularisé dans les traditions des Ovnis par George Adamski, qui a affirmé dans les années 1950 voir parfois de gros cigares de plus petite taille qu'une soucoupe volante. Adamski a prétendu avoir rencontré et sympathisé avec les pilotes de ces vaisseaux, y compris une Vénusienne nommé Orthon.

### Science-fiction
Le concept d'un vaisseau-mère, se produit également dans la science-fiction, comme extension de vaisseaux qui servent de navire amiral parmi une flotte. Un vaisseau-mère peut être assez grand pour que son corps contienne une station pour le reste de la flotte.